# Arroyo San Vicente
El Arroyo San Vicente es un curso de agua de 19 km de extensión que atraviesa el partido del mismo nombre, en la Provincia de Buenos Aires.
El arroyo nace en la Laguna Tacurú (Una laguna que se halla seca hace más de 20 años, excepción del caudal de agua del arroyo San Vicente) cerca del límite con el partido de Presidente Perón. El arroyo en el inicio de su recorrido tiene poco caudal hasta la bifurcación con otro arroyo sin nombre y con mucho más caudal que proviene de la Laguna la Villaca un kilómetro y medio después. Luego de recorrer unos metros, el arroyo se adentra en la localidad de San Vicente, el cual la recorre por unos 3 kilómetros para luego salir de la ciudad una vez atravesado el puente de la Ruta Provincial 6. Kilómetros más tarde, el arroyo se bifurca con uno de sus afluentes, el Arroyo Manantiales. Luego, cerca de entrar en la localidad de Domselaar, el arroyo finaliza su recorrido cuando se bifurca con el Río Samborombón Chico, afluente del Río Samborombón.
- Datos: Q21827850